# Schleimstoffe

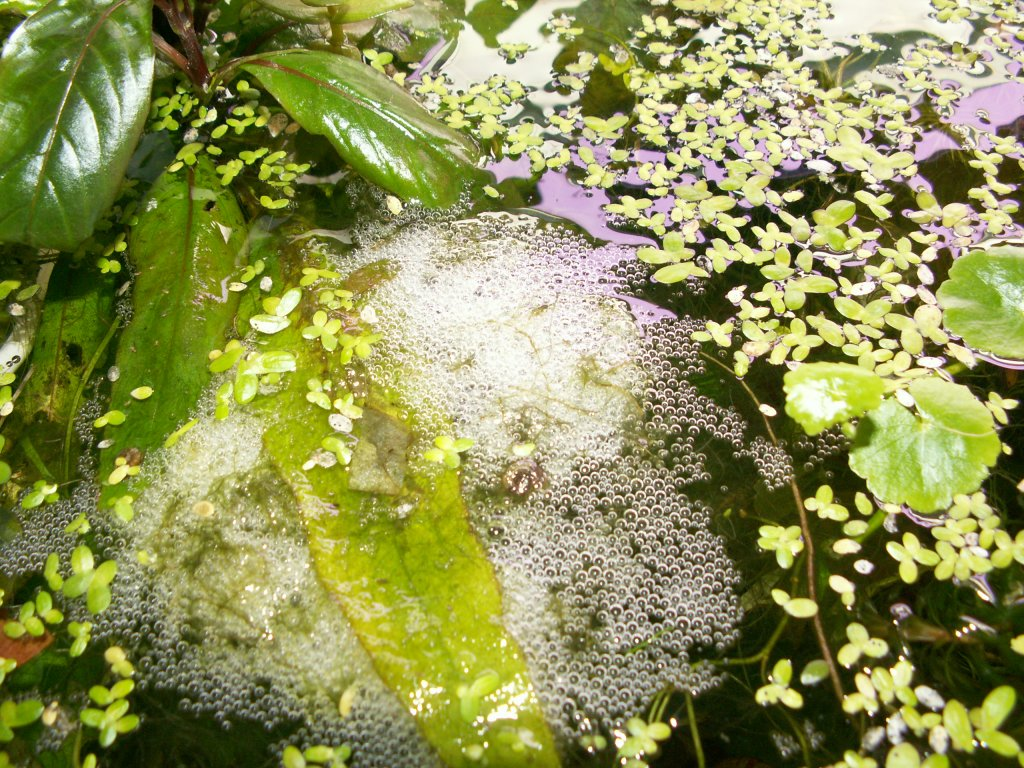
Das Schaumnest des Zwergfadenfischs (Trichogaster lalius) enthält tierische Schleimstoffe.

Schleimstoffe sind eine heterogene Gruppe von Biopolymeren, die vorwiegend aus Polysacchariden bestehen. Ihre Haupteigenschaft liegt in der Aufnahme von Wasser, so dass sie damit schleimartige Kolloide und Gele – sogenannte Hydrokolloide – bilden und als Schutzsubstanzen dienen können. Unterschieden wird zwischen tierischen Schleimstoffen, die aus Glykoproteinen bestehen (in Speichel, Magensaft, Schleimhaut), und pflanzlichen Schleimstoffen, die nahezu nur aus Heteropolysacchariden bestehen (Galactansulfate, und Polyuronide wie Pektine). Beide Gruppen beinhalten neutrale Substanzen und saure, die als Grundbausteine Uronsäuren statt Monosacchariden enthalten. Weiterhin unterscheidet man auch zwischen wasserlöslichen und wasserunlöslichen Schleimstoffen.

## Vorkommen

### Tierische Schleimstoffe

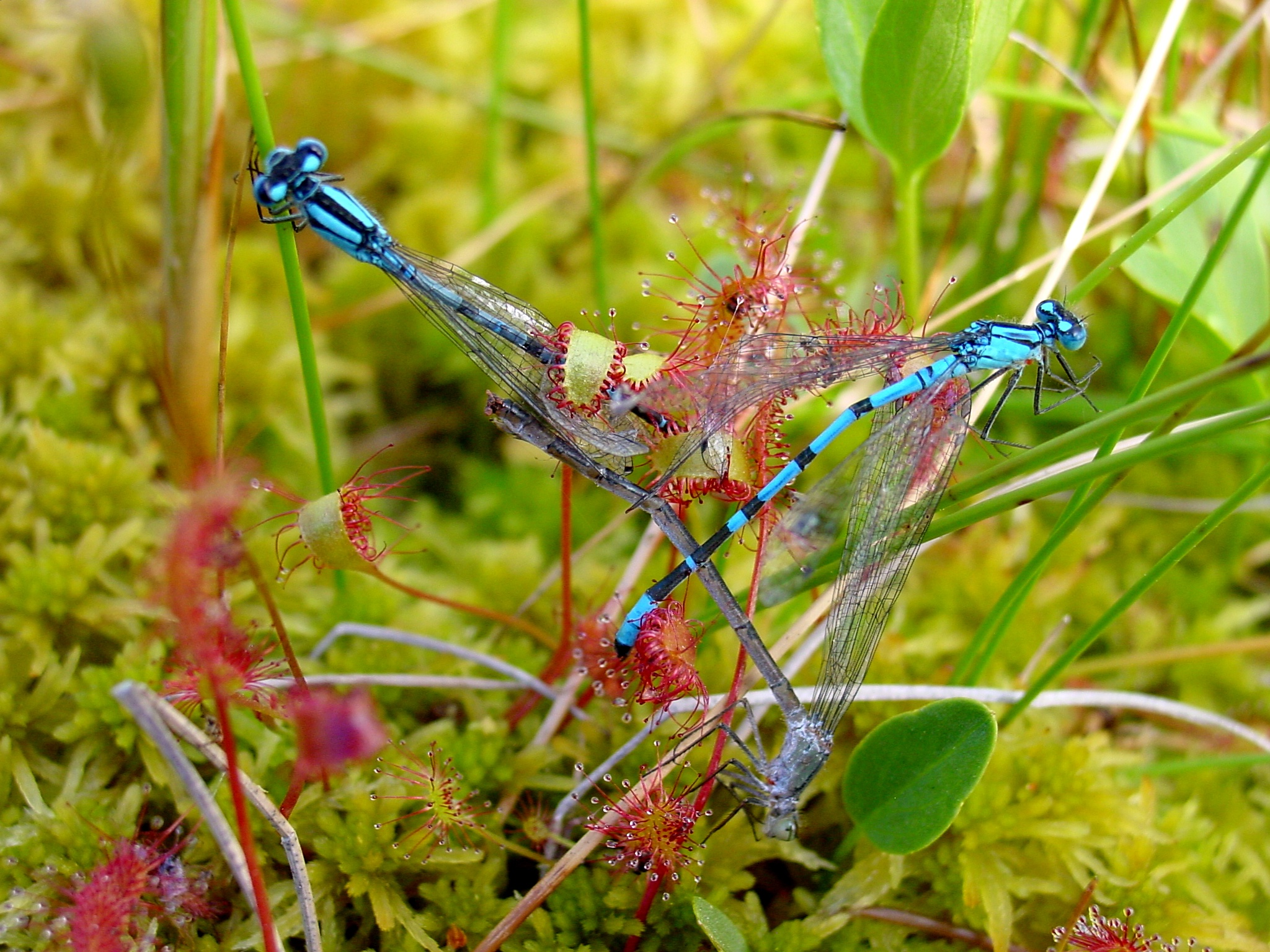
Schleimstoffe des Langblättrigen Sonnentaus (Drosera anglica) mit Gemeinen Becherjungfern als Beutetiere.

Tierische Schleimstoffe werden als Schutz von Haut und Schleimhaut sezerniert. Neben Speichel und Magensaft sind sie auch Bestandteile von Knorpel, Sehnen, Haut und anderen Geweben.
Schleimausscheidungen können auch als endogenes Baumaterial dienen, z. B. für Schaumnester mancher Fische und Baumfrösche oder zur Auskleidung von marinen Wohnröhren (z. B. der Sandaale).

### Pflanzliche Schleimstoffe
Pflanzliche Schleimstoffe kommen in Getreidekörnern vor, aber auch in Wurzeln, Rinden, Stielen und Blättern höherer Pflanzen sowie Algen. Besonders bekannt sind Leinsamenschleim, Hülsenfrüchtler-Schleim (Galactomannane) sowie Tamarindenschleim. Von besonderer Bedeutung sind die Pentosane im Roggenmehl (Anteil: 6–7 %), da sie die Teigbildung bei Roggenbroten ermöglichen. (Roggenmehl bildet nicht wie das Weizenmehl ein Klebergerüst aus, das die Wasserbindung und damit die Teigstruktur bewirkt.) Jedes Gramm Gesamtpentosan kann bis zu 23 g Wasser binden.

## Verwendung
In der Phytotherapie (Pflanzenheilkunde) verwendet man Schleimstoffe unter anderem von folgenden Heilpflanzen bzw. Flechten:
- Echter Eibisch
- Flohsamen
- Huflattich
- Leinsamen
- Lindenblüten
- Okra[3]
- Wilde Malve
- Spitzwegerich
- Wollblumen
- Isländisches Moos
- Maulbeerblättrige Brennnessel

## Therapeutische Wirkungen
Wasserlösliche Schleimstoffe haben lokal erweichende, reizmildernde und einhüllende Wirkung auf die Schleimhäute. Wasserunlösliche Schleimstoffe wirken vor allem im Magen-Darm-Trakt, indem sie das Darmvolumen steigern und damit den Stuhlgang regulieren. Schleimstoffe werden auch eingesetzt, um Giftstoffe aufzusaugen, Entzündungen zu hemmen, den Blutzucker zu senken und in Einzelfällen auch das Immunsystem zu stärken.